# Zemsta hajduków
Zemsta hajduków (rum. Răzbunarea haiducilor) – rumuński film płaszcza i szpady z 1968 roku w reżyserii Dinu Cocei. Trzeci film z serii Haiducii.

## Fabuła
Do małego portu nad Dunajem przybija niemiecki statek towarowy Welle pod kapitanem Herr Weberem przewożący ładunek z Wiednia do Odessy. Tym statkiem przybywa Maria, córka skarbnika Dudescu. Odkrywa, że jej ojciec oszalał po tym, jak jego majątek skonfiskowała jego kuzynka i wdowa po zabitym wołoskim hospodarze – Haricleea Hangerli. Maria chce się zemścić na Haricleei i odzyskać przywłaszczoną fortunę. W tym celu prosi o pomoc znanego jej Amzę, herszta hajduków, ale spotyka się z odmową. Do żony Amzy – Anițy przybywają zrozpaczone kobiety informujące, że Turcy najechali ich wioskę i uprowadzili wszystkie dzieci.
Stoi za tym widyński pasza Pasvanoglu, który przeżył defenestrację w walce z Amzą. Dowiedziawszy się, że sułtan Selim III chce przybyć do Widynia, aby go zabić, za radą Maillarda postanawia mu sprezentować dzieci, aby te zostały janczarami. Răspopitul w przebraniu tureckiego bogacza wykupuje je, chcąc je sprowadzić do domu. Zostają jednak zarekwirowane przez Ibrahima, kapitana straży paszy. Anița na wieść o tym, że dzieci zostały załadowane na statek płynący Dunajem do Stambułu, udaje się przed oblicze Pasvanoglu jako bogaczka chcąca otworzyć dom publiczny w Wiedniu. Przekonuje go, by zabrał ją swoim statkiem do Braiły.
W tym samym czasie Haricleea wchodzi na pokład Welle, by zabrał ją do Stambułu. Zamieszkuje w tej samej kabinie, co Maria, która chciała udać się do swojej posiadłości w Braile. Maria zabija Haricleeę i wyrzuca jej ciało za burtę. Jednak Maria nie znajduje klejnotów, które miała Haricleea w swojej walizce, lecz odciętą głowę bojara. Sporozumieni z Anițą hajducy przejmują Welle, wyruszając w pogoń za statkiem Pasvanoglu. Tam w wyniku działań Cygana Parpanghela, przyjaciela Anițy ster nie działa i okręt łamie kil o skały. Pasvanoglu decyduje się na transport zastępczy w postaci Welle. Hajducy ukrywają przed nim prawdziwą tożsamość. 
Czytając dziennik pokładowy, Maillard dowiaduje się, że na pokładzie musi znajdować się jedynie dwóch pasażerów, a kapitan inaczej się nazywa. Pasza proponuje zdemaskowanym hajdukom, aby przeszli na jego służbę, a Amzę poddaje się torturom, by poznać lokalizację Haricleei i jej klejnotów. Znaleziona jest też Maria, która wydaje Anițę. W obliczu groźby jej ścięcia, Amza twierdzi, że klejnoty ukryto na pobliskiej Wyspie Raków. Udaje się tam w towarzystwie Pasvanoglu i jego oddziałów. Tak naprawdę Amza blefował i Turcy zostają zaatakowani i zabici przez inną bandę hajduków pod wodzą Stănculeasy, działających przy Dunaju i współpracującą z Amzą. Widząc powieszonych Turków, Pasvanoglu w popłochu ucieka z powrotem na Welle.
W międzyczasie Parpanghelowi udaje się uciec i przemycić środek odurzający, którym podlewa się zupę i wodę pitną Turków. Daje to przewagę hajdukom, którzy po pozbyciu się wrogów uwalniają dzieci. Wychodząc, Anita chcąc odegrać się na Marii, zostawia ją uwięzioną i podpala ładownię. Marii udaje się uwolnić i gdy Welle trawią płomienie, widzi zwłoki Haricleei wiszące na kotwicy i odkrywa klejnoty w wewnętrznych kieszeniach jej ubrania. W tym samym czasie Pasvanoglu pojawia się za nią. Maria broni się i oślepia go płonącą pochodnią. Statek eksploduje, a biżuteria Haricleei opada na dno. Hajducy bezpiecznie wracają z dziećmi do ojczyzny.

## Obsada
- Emanoil Petruț – kapitan Amza
- Elisabeta Jar – Maria Dudescu
- Marga Barbu – Anița
- George Constantin – pasza Pasvanoglu
- Toma Caragiu – hajduk Răspopitul
- Colea Răutu – Ibrahim
- Mihai Pălădescu – Maillard
- Olga Tudorache – Haricleea Hangerli
- Jean Constantin – Parpanghel
- Ileana Buhoci-Gurgulescu – Fira
- Mircea Bogdan – Herr Weber
- Florin Scărlătescu – skarbnik Dudescu
- Draga Olteanu-Matei – bojarówna Marghiolița Belivacă
- Ion Punea – zarządca Rizea
- Mihai Badiu
- Constantin Prișcoveanu
- Mihai Berechet
- Marin Moraru – hajduk Dascălu
- Ernest Maftei – hajduk Mitrună
- Constantin Guriță – hajduk Duduveică

## Produkcja
Zdjęcia odbyły się latem 1967 roku, równocześnie z Porwaniem dziewic. Koszty produkcji wyniosły prawie 5 mln lei. Film nakręcono w systemie CinemaScope na taśmie o szerokości 35 mm.
Żaglowiec, na którym kręcono zdjęcia, został zaprojektowany, zbudowany i prowadzony przez kapitana długodystansowego Marina Deboveanu, który był dowódcą na statkach kompanii „Navrom” i profesorem nawigacji na Wydziale Marynarki Cywilnej Akademii Morskiej „Mircea cel Batran” w Konstancy, szkolił kapitanów jachtów i szyprów na kursach organizowanych przez Rumuński Królewski Klub Jachtowy. Deboveanu oprócz tego zaprojektował i zbudował statki z Porwania dziewic i erefenowskiego Wilka morskiego oraz szkuner Speranța z serialu telewizyjnego Na pełnych żaglach.

## Odbiór
Zemsta banitów cieszyła się sukcesem frekwencyjnym w rumuńskich kinach – obejrzało ją 5,9 mln widzów. W ten sposób zajmuje 19. miejsce w czołówce najchętniej oglądanych filmów rumuńskich wszech czasów, o czym świadczy komunikat prasowy Uniunii Autorilor și Realizatorilor de Film din România z 2006 roku.
Krytyk Tudor Caranfil przyznał filmowi dwie z pięciu gwiazdek i skomentował: „Hajducy energicznie interweniują, aby zapobiec transportowi grup dzieci skradzionych z rumuńskich wiosek, ku uciesze pedofilów ze Stambułu. Po znękaniu męża dama Heracleea ucieka z klejnotami, które pozostaną motorem przyszłych odcinków, a Anita jest zakłopotana nieustannym ogniem zazdrości. Trzeci odcinek serialu jest odczuwalny z powodu dramatycznej niekonsekwencji. Ale kiedy Cocei udaje się uciec z archaicznych pułapek, przesyconych kolorami scenariusza i dialogów, narzuca wymowne obszary kina, jak prolog filmu. Bilans handlowy: prawie 6 milionów widzów.”
Inny krytyk, Ioan Lazăr, zauważa, że chociaż „film ograniczają się do silnie fotogenizowanej scenerii, oczywiście przezwyciężając przestarzałość podobnych produkcji, za sprawą Horii Igiroșanu” scenarzyści nadają filmowi wyobraźnię, luźne dialogi pełne humoru i suspensu. Chwalił sfilmowane pejzaże „w zgodzie z wyluzowaną atmosferą hajduków”, na przykładzie ostatniej sceny w którym szereg jeźdźców przechodzi przez wzgórza czy kadru, w którym pojawiają się Turcy zwisający głową w dół w leśnych pułapkach.